# Étormay
Étormay ist eine französische Gemeinde mit 66 Einwohnern (Stand 1. Januar 2022) im Département Côte-d’Or in der Region Bourgogne-Franche-Comté. Sie gehört zum Kanton Châtillon-sur-Seine und zum Arrondissement Montbard. 
Sie grenzt im Nordwesten an Lucenay-le-Duc, im Norden an Chaume-lès-Baigneux, im Nordosten an Jours-lès-Baigneux, im Osten an Baigneux-les-Juifs, im Südosten an La Villeneuve-les-Convers und im Südwesten an Bussy-le-Grand.

## Weblinks

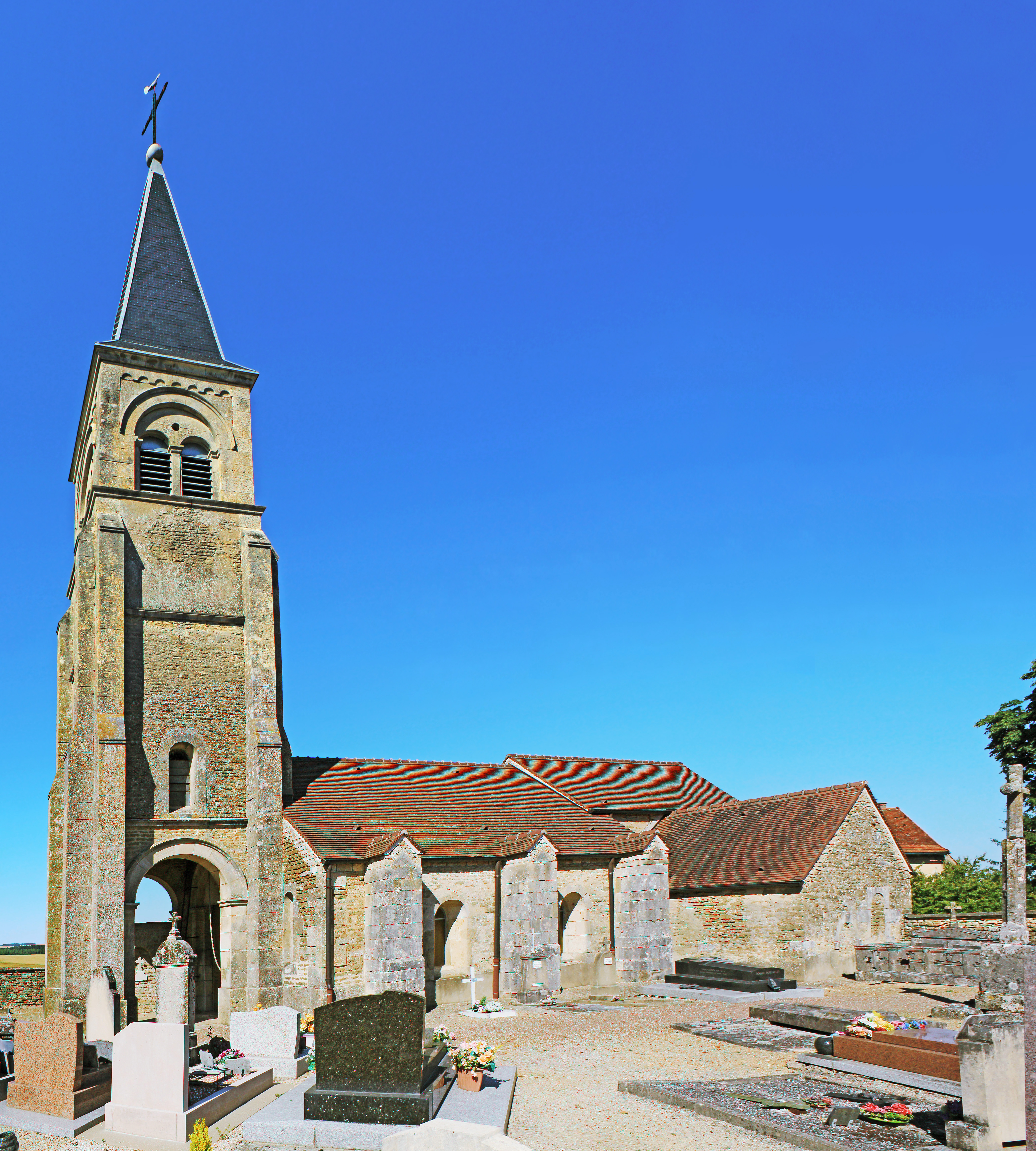
Kirche Saint-Martin

## Bevölkerungsentwicklung
| Jahr                       | 1962 | 1968 | 1975 | 1982 | 1990 | 1999 | 2008 | 2015 |
| -------------------------- | ---- | ---- | ---- | ---- | ---- | ---- | ---- | ---- |
| Einwohner                  | 84   | 70   | 71   | 75   | 53   | 47   | 66   | 70   |
| Quellen: Cassini und INSEE |      |      |      |      |      |      |      |      |